# Marco Müller
Marco Müller (Roma, 7 giugno 1953) è un critico cinematografico, produttore cinematografico e direttore artistico italiano, dal 2004 al 2011 direttore artistico della Mostra internazionale d'arte cinematografica di Venezia e dal 2012 al 2014 del Festival internazionale del Film di Roma.

## Biografia
Di origini svizzere, da parte di padre, e brasiliane, greche e egiziane, da parte di madre, inizia la sua formazione nei primi anni settanta, studiando orientalistica e antropologia all'università, con una successiva specializzazione e dottorato di stato in Cina. Terminati gli studi inizia l'attività di ricercatore e docente, attraverso seminari, corsi universitari e pubblicazioni di etnologia ed etnomusicologia.
Dall'inizio degli anni ottanta comincia a lavorare per il cinema, prima come critico cinematografico, con articoli su riviste del settore in Italia, Francia e Svizzera, poi come autore e sceneggiatore per vari documentari Rai. Tra la fine degli anni settanta e l'inizio degli anni ottanta inizia la sua collaborazione con vari festival cinematografici europei, come curatore della programmazione monografica. Nel 1982 crea Ombre elettriche assieme a Marie-Pierre Duhamel-Müller, primo festival cinematografico della città di Torino incentrato sulla storia del cinema cinese, di cui fu anche direttore. Successivamente diviene responsabile del Mostra internazionale del Nuovo Cinema di Pesaro e poi direttore artistico del festival dal 1986 al 1989.
Dal 1980 al 1994 collabora inoltre con la Mostra Internazionale d'Arte Cinematografica di Venezia, curando la selezione dei film asiatici.
Dopo aver lavorato per altri festival europei, tra cui quello di Rotterdam, all'inizio degli anni novanta fino al 2000 lavora come direttore artistico del Festival internazionale del film di Locarno, rinnovando radicalmente il festival con l'introduzione, accanto ai film in concorso, di retrospettive e dibattiti. 
In seguito diventa responsabile della sezione Film e Video di Fabrica, il centro di ricerca sulla comunicazione del Gruppo Benetton. Proprio grazie a questa esperienza e al contatto con cineasti emergenti, Müller inizia la nuova attività di produttore cinematografico, producendo cortometraggi e lungometraggi per vari registi internazionali. Tra le pellicole da lui prodotte vi sono Viaggio verso il sole di Yesim Ustaoglu, Moloch di Aleksandr Sokurov e No Man's Land di Danis Tanović, quest'ultimo vincitore dell'Oscar 2002 per il miglior film straniero. Per Zhang Yuan ha prodotto Diciassette anni e La guerra dei fiori rossi.
Nel corso degli anni gestisce alcune case di produzione tra l'Italia e la Svizzera, tiene corsi di Storia dell'Arte presso l'Accademia d'Architettura dell'Università della Svizzera italiana ed ottiene una cattedra presso la Scuola universitaria professionale della Svizzera italiana, dove insegna storia del cinema.
Nel 2004 viene nominato responsabile del Settore Cinema della Fondazione La Biennale di Venezia e direttore artistico della Mostra Internazionale d'Arte Cinematografica. A fine 2011, dopo la scadenza del suo mandato, con un primato di otto anni consecutivi come direttore artistico del festival veneziano, Müller non viene più riconfermato nel suo incarico e gli subentra il critico cinematografico Alberto Barbera.
Nel marzo del 2012 viene nominato nuovo direttore artistico del Festival Internazionale del Film di Roma, carica che mantiene per tre anni, fino al 2015.

## Filmografia

### Produttore
- Viaggio verso il sole, regia di Yesim Ustaoglu (1999)
- Moloch, regia di Aleksandr Sokurov (1999)
- Diciassette anni, regia di Zhang Yuan (1999)
- Lavagne, regia di Samira Makhmalbaf (2000)
- No Man's Land, regia di Danis Tanović (2001)
- Bicho de Sete Cabeças, regia di Laís Bodanzky (2001)
- Il voto è segreto, regia di Babak Payami (2001)
- L'angelo della spalla destra, regia di Jamshed Usmonov (2002)
- Çamur, regia di Derviş Zaim (2003)
- Sud pralad, regia di Apichatpong Weerasethakul (2004)
- Il Sole, regia di Aleksandr Sokurov (2005)
- Face Addict, regia di Edo Bertoglio (2005)
- Grido, regia di Pippo Delbono (2006)